# Herman (biskup praski)
Herman (zm. 17 września 1122) – duchowny katolicki, biskup praski od 1099 r.
Jego pochodzenie oraz miejsce urodzenia nie są znane. Po śmierci biskupa Kosmasa został wybrany na jego następcę w 1099 r. W tym samym roku otrzymał święcenia biskupie i inwestyturę. Zmarł w 1122 r.